# Districtul Aurich
Districtul Aurich este un district rural (în germană Landkreis) în landul Saxonia Inferioară, Germania.